# Белозерцев, Анатолий Константинович
Анатолий Константинович Белозёрцев (16 июля 1941, пос. Лаишево, Лаишевский район, Татарская АССР, РСФСР — 1 августа 2015, Челябинск, Российская Федерация) — советский и российский поэт, прозаик, журналист, председатель Челябинского отделения Союза писателей России (1998—2013).

## Биография
В 1970 г. окончил Уральский государственный университет им. А. М. Горького. Первые стихи и рассказы были напечатаны в районной («Путь победы») и республиканских («Советская Татария») газетах.
Член Союза журналистов СССР (1972), член Союза писателей России (1996).
С января 1964 г. проживал в Челябинске. Занимался в литературном объединении «Металлург». Работал корреспондентом областного радио, был ведущим молодёжной программы «Уральский меридиан», затем — старший редактор в редакции литературы и искусства студии телевидения — снимал фильмы о Б. Ручьеве, Л. Татьяничевой, М. Львове, В. Сорокине, И. Лимоновой (фильм о поэтессе Лимоновой в 1977 г. был удостоен приза Всесоюзного Фестиваля телевизионных молодёжных программ в Кишиневе).
В 1986—1991 гг. — редактор Южно-Уральского книжного издательства, в 1991—1993 гг. — издательства «Вариант-книга», в 1997—1999 гг. — редактор газеты «Возрождение Урала», с 1999 г. — учредитель газеты «Алое поле», с ноября 1999 г. — газеты «Налоговые вести» (на общественных началах).
С августа 1999 г. — директор учебно-информационного центра при Управлении Федеральной налоговой службы по Челябинской области.
В 1998—2013 гг. — председатель правления Челябинской областной писательской организации Союза писателей России.
Был членом КПРФ, общественным корреспондентом газет «Правда» и «Советская Россия» по Челябинской области.
Руководил литературной студией «Вдохновение» с 2009 года, основатель (2011) и первый редактор альманаха «Звёздный голос» (издание продолжается).
Дебютная книга — документально-художественная повесть «Созвездия Антура» (об учёном-океанологе, карабашце А. Н. Белкине) (1976). Являлся автором документальных книг о челябинских металлургах («Сильнее огня», 1986), дважды Герое Советского Союза, лауреате Ленинской премии, генерале армии В. И. Варенникове, Герое Советского Союза В. С. Архипове.
В 2005 г. к юбилею Великой Победы выпустил книгу «Священного призвания стихия», посвящённую жизни и творчеству мастеров поэтического слова нашего края Б. Ручьева, Л. Татьяничевой, М. Львова, В. Богданова, В. Сорокине и других авторов.
Лауреат премии им. Д. Н. Мамина-Сибиряка. Лауреат премии газеты «Советская Россия».
В память А. К. Белозерцева названы улицы в селах Большие Кабаны и Сокуры Лаишевского р-на Татарстана.

## Литературное творчество
- Созвездие Антура: Документальная повесть. Челябинск, 1976; — 118 с., 15 000 экз.
- Сильнее огня. Челябинск, ЮУКИ, 1986; — 160 с., 5 000 экз.
- Утреннее соло: Рассказы и новеллы. Челябинск, 1992;
- Свет любви. Стихи. Челябинск, Околица, 1999; — 72 с., 500 экз.
- Повесть о русском генерале. Челябинск, Околица, 2000;
- Сталинградский характер. Челябинск, 2000;
- Свет материнских глаз: Повесть, рассказы, новеллы. Челябинск, Околица, 2001; — 208 с., 1 000 экз.
- Родники памяти. Челябинск, 2002. — 192 с.
- Голос сердца. Стихи. Челябинск, 2002.
- Энергия добра. Стихи. Челябинск, 2003
- Расстрелянная осень. Челябинск, Алое поле, 2003
- Человек из легенды. Челябинск, Танкоград, 2003. — 128 с.
- Энергия добра. Челябинск, 2004
- Священного призвания стихия: Очерки о жизни и творчестве поэтов Южного Урала. Челябинск, 2005. — 416 с., 1 500 экз.
- И мужество, как знамя, пронесли. Челябинск, Алое поле, 2006 — 352 с.
- Берёзовые сны. Стихи и проза. Челябинск, 2010
- Такая любовь. Очерки, рассказы, повесть. Челябинск, 2011
- Я выбрал сам свою судьбу. Стихи. Челябинск, 2012 — 92 с., 222 экз.
- Анфисины проказы. Челябинск., 2012. — 28 с.
- Избранные произведения в трёх томах. Челябинск, 2014—2015.